# Folha de rosto

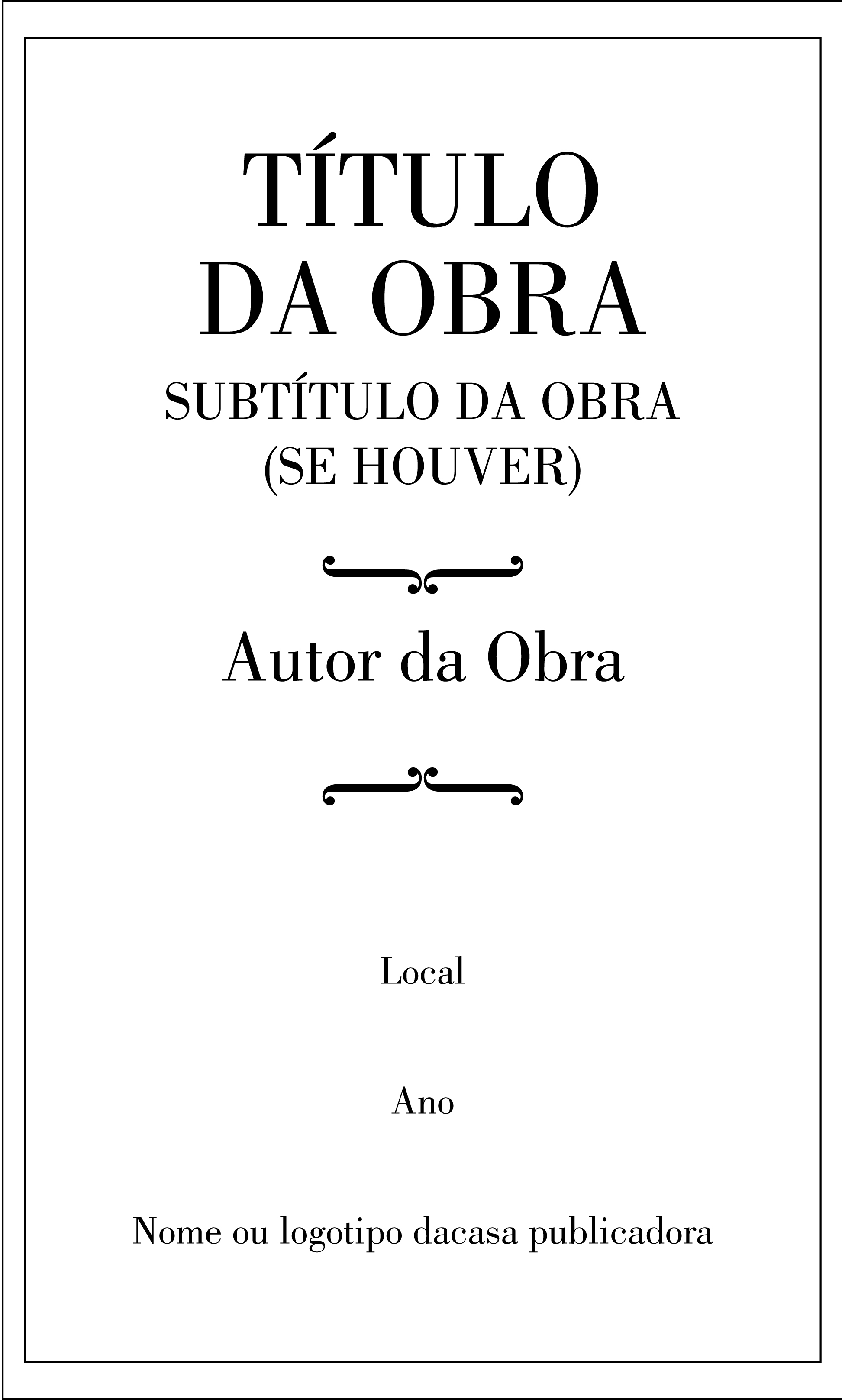
Exemplo de como pode se apresentar uma folha de rosto em um livro.

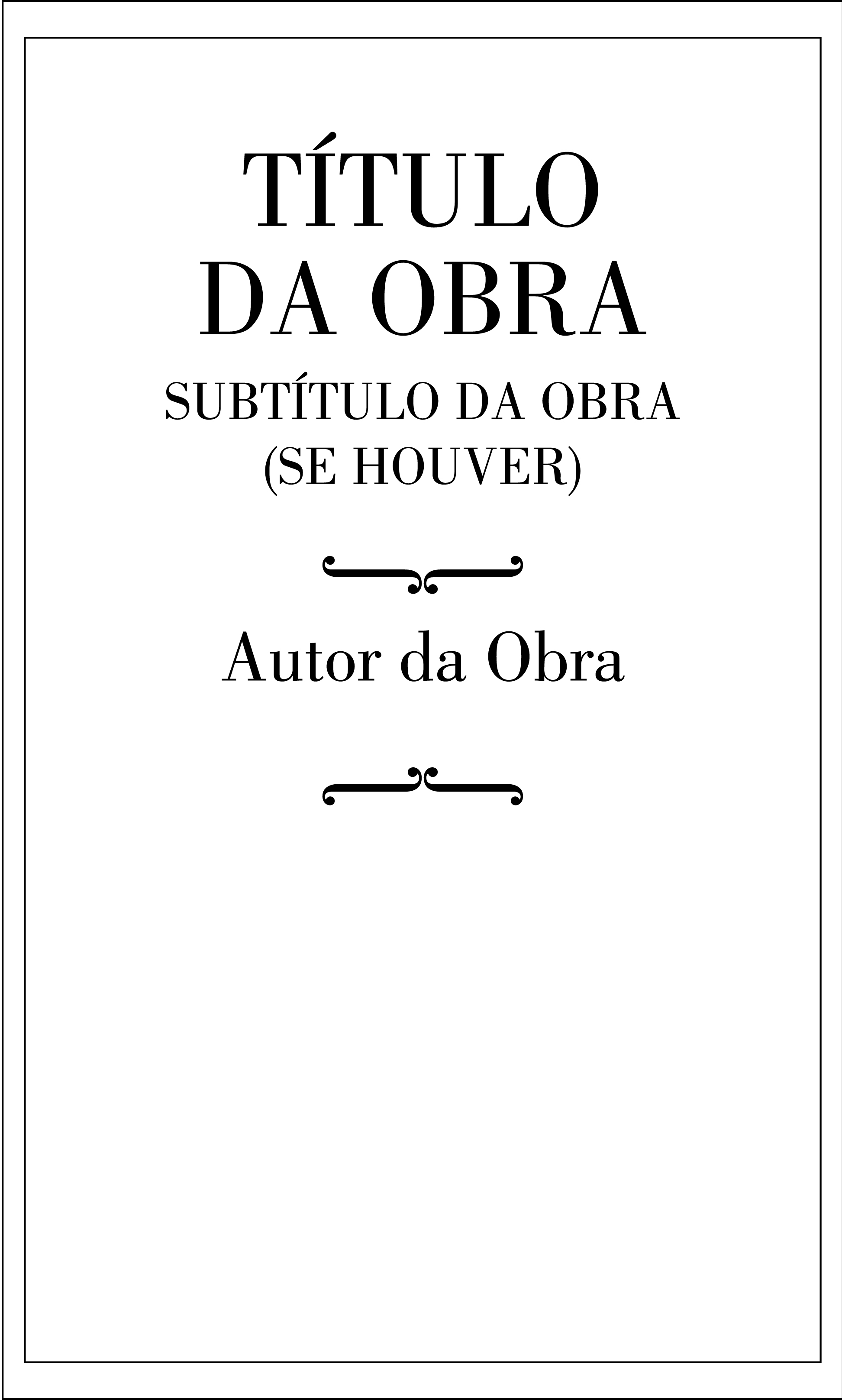
Exemplo de como pode se apresentar uma falsa folha de rosto em um livro.

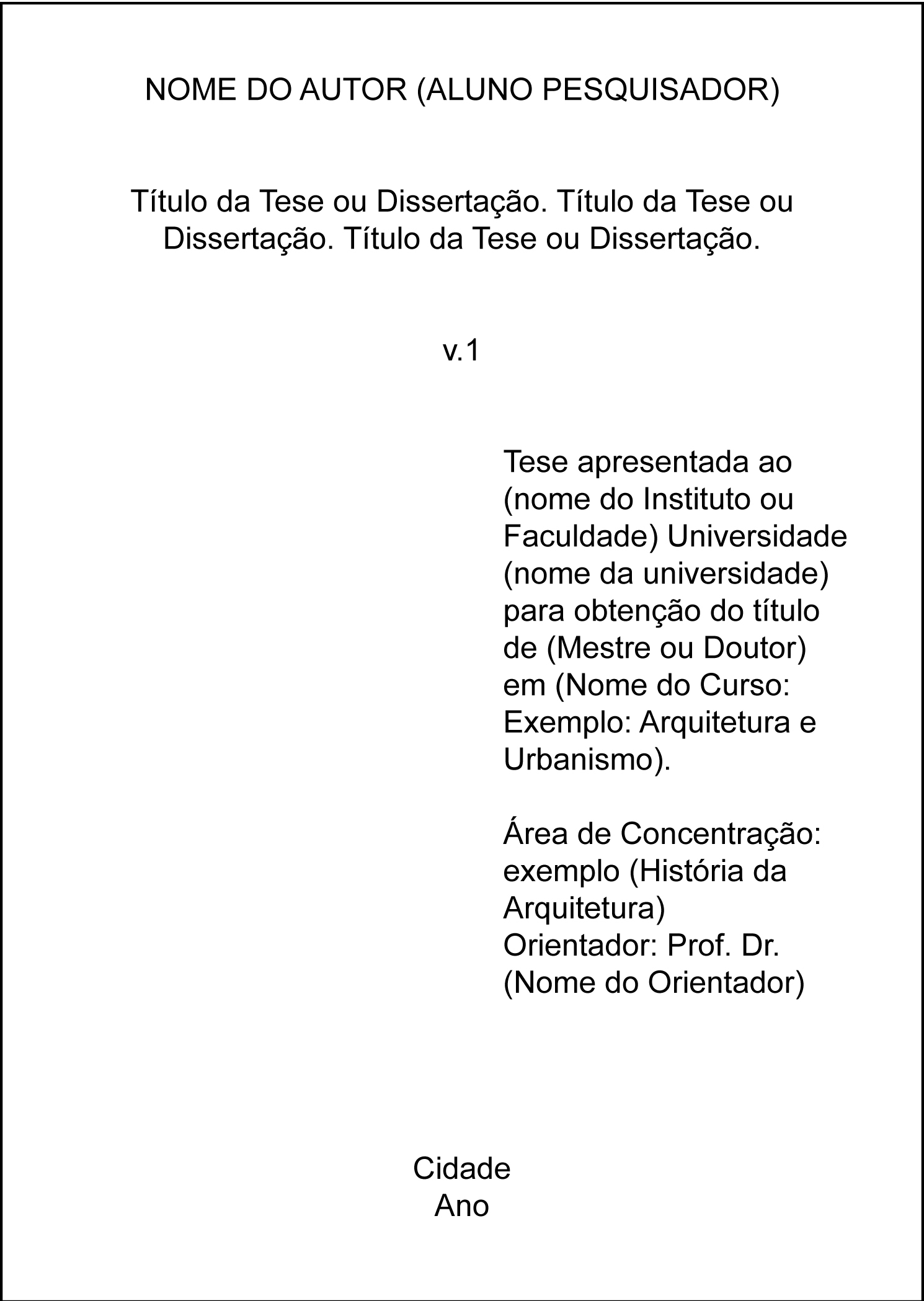
Exemplo de como pode se apresentar uma folha de rosto em um trabalho acadêmico como uma tese ou dissertação.

A folha de rosto ou frontispício é normalmente a primeira página de um livro em que são indicados o nome do autor, o título, o local, a data de impressão e o nome da editora. No passado quase sempre traziam uma marca tipográfica da editora. 

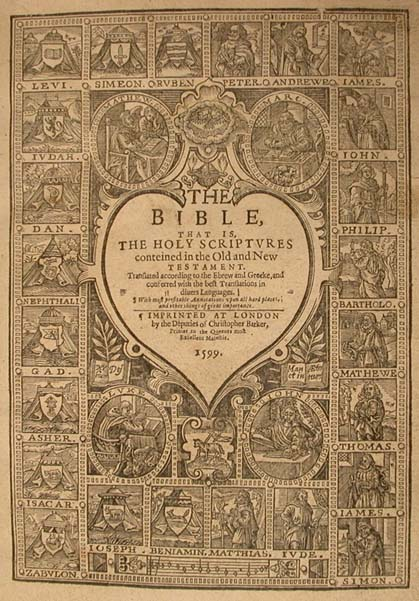
Página de rosto de edição da Bíblia de 1599 (impressa em 1633).

Folha de rosto ou página de rosto é um elemento pré-textual de um livro (publicação), trabalho acadêmico ou científico, como um relatório, monografia, tese, dissertação. Trata-se de uma página onde aparecem como itens obrigatórios o nome da instituição, o nome do autor, o título do trabalho, disciplina, orientador e data, É a fonte que fornece os dados necessários à identificação da obra. No caso de um livro deve conter os mesmos elementos gráficos e textuais da capa em fundo branco invertendo as cores caso não haja legibilidade.

## Folha de rosto em livros
A folha de rosto é uma das das partes mais importantes da matéria pré-textual ou páginas preliminares (em inglês, front matter). No verso da folha de rosto, em geral imprime-se a ficha catalográfica, créditos, ISBN e todas as informações necessárias para que o livro seja propriamente catalogado em bibliotecas e corretamente citado em trabalhos acadêmicos.
Normalmente a folha de rosto apresenta o título da obra, o autor ou autores responsáveis por seu conteúdo, local e ano de publicação e nome da editora.
A folha de rosto em livros pode ser precedida por uma falsa folha de rosto em que se apresenta apenas o nome da obra e o autor.
Muitos livros, como livros de bolso, não apresentam a falsa folha de rosto.
Em edições de bolso, particularmente, pode-se encontrar um título menor do que na capa ou a ausência de subtítulo.
Os primeiros livros impressos não possuíam folhas de rosto. O texto começaria, então, na primeira página.

## Folha de rosto em trabalhos acadêmicos e teses
A folha de rosto de uma tese ou ensaio é a primeira página da obra. Nela lista-se o título e o nome do autor. 
Caso seja um trabalho acadêmico, a folha de rosto também apresenta informações tais como o nome do curso e número, informações de identificação (como o número do aluno), a data, o nome do professor e ou orientador e o nome da instituição. A folha de rosto não é numerada.
A folha de rosto em teses e dissertações é obrigatória e deve apresentar os elementos essenciais à identificação do trabalho.
A folha de rosto deve conter:
- nome completo do autor;
- título;
- subtítulo (se houver);
- número de volumes (se houver mais de um);
- natureza do trabalho (dissertação ou tese);
- nome da instituição a que é submetido o trabalho;
- grau pretendido (aprovação em disciplina);
- área de concentração;
- nome do orientador, co-orientador2 (se houver);
- local (cidade);
- ano de depósito (da entrega).

## Tipografia na página de rosto
A tipografia na página de rosto entra como uma parte integrante formando uma composição agradável e convincente para o leitor.
Estabelecer pré-requisitos em uma boa ordem dos dizeres é um dos passos fundamentais no processo criativo, sem entrar a fundo no conjunto livro/trabalho não é possível criar uma página de rosto ou julgar uma. Certamente uma página de rosto válida só pode ser criada a partir de uma capa ou demais páginas do trabalho.
Contendo poucos elementos a página de rosto tem como objetivo preencher uma página de um livro, isso significa que precisa possuir substâncias próprias com arranjos inteligentes. 
Muitos de formatos e normas de exigências no processo criativo de uma página de rosto são de sombras dos séculos XVIII e XIX.
Um dos pré-requisitos mais importantes para a composição harmônica de uma boa página de rosto é uma sensível afinidade com a tipografia. A maioria desses elementos aparece em negrito, centralizado e em caixa alta.